# Buccaneer-Archipel
Der Buccaneer-Archipel (englisch Buccaneer Archipelago, deutsch „Freibeuter-Archipel“) ist ein Archipel im Indischen Ozean in der westaustralischen Region Kimberley.

## Geographie
Die etwa 800 bis 1000 mehrheitlich kleinen Inseln liegen an der nördlichen Küste Westaustraliens, östlich des Cape Leveque der Dampier-Halbinsel, westlich und nördlich einer Halbinsel zwischen King Sound und Collier Bay. Die größten Inseln sind Hidden Island (19,01 km²), Lachlan Island (11,81 km²), Long Island (11,36 km²) und Irvine Island (8,93 km²).
Die Sunday Islands mit Sunday Island (11,98 km²) und East Sunday Island (3,17 km²) gehören nicht mehr zum Buccaneer-Archipel, da sie westlich der Sunday Strait liegen.
Ebenso liegt die vergleichsweise große Koolan Island im Osten außerhalb des Archipels. Manchmal wird Koolan Island noch zum Buccaneer-Archipel gerechnet und wäre dann die größte Insel des Archipels.

## Geschichte und Bevölkerung
Seit langer Zeit waren die Inseln von australischen Ureinwohnern besiedelt, auch heute gibt es wieder einige Siedlungen. Der Archipel ist nach dem englischen Freibeuter William Dampier benannt, der den Archipel am 15. Januar 1688 entdeckte. Die Inseln waren im 19. Jahrhundert für die australische Perlenfischerei bedeutend, die ihr Zentrum in der  Hafenstadt Derby am südlichen Ende des King Sound hatte. Noch heute befinden sich Perlenzuchtfarmen in den Buchten an der Küste. In der ersten Hälfte des 20. Jahrhunderts entdeckte man große Eisenerz-Vorkommen auf einigen Inseln. Der Abbau dauert bis heute an. Zunehmende Bedeutung gewinnt auch der Tourismus.

## Natur

### Geologie und Pflanzenwelt
Die Inseln sind von Sandsteinfelsen geprägt und stark gegliedert. Sie sind eine Fortsetzung des Küstengebirges. Sie sind recht spärlich bewachsen, an einigen Stellen gibt es jedoch tropischen Regenwald, an den Küsten Mangrovenwälder.

### Tierwelt
Im Archipel herrscht eine große Artenvielfalt. Die Meeresregion der Inseln ist ferner von einem starken Tidenhub geprägt. Wegen der gefährlichen Strömungsverhältnisse und der Vielzahl gefährlicher Tierarten (Schlangen, Salzwasserkrokodile) und der großen Abgeschiedenheit gelten die Inseln als gefährlich für Einzelreisende.

## Liste einiger Inseln und Inselgruppen
- Admiral Island, 16 04S, 123 23E
- Allora Island, 16 25S, 123 10E
- Bathurst Island
- Bayliss Islands
- Bedford Islands, 16 08S, 123 19E
- Byron & Lord Islands, 16 10S, 123 27E
- Caffarelli Island, 16 02S, 123 18E
- Cleft Islands
- Chambers Island, 16 17S, 123 34E
- Cockatoo Island
- Dorney Island, 16 17S, 123 25E
- Fairway Islands
- Finch Islands
- Fraser Island
- Gagg Islands
- Gibbing Island
- Gregory Island, 16 19S, 123 19E
- Henrietta Islands, 16 25S, 123 38E
- Hidden Island, 16 16S, 123 29E
- High Island, 16 21S, 123 20E
- Irvine Island, 16 04S, 123 32E
- Jackson Island, 16 26S, 123 06E
- King Hall Island
- Kingfisher Islands
  - Kingfisher Island, 16 06S, 124 05E
  - Melomys Island, 16 10S, 124 05E
- Lachlan Island, 16 38S, 123 30E
- Long Island, 16 34S, 123 22E
- MacMahon Island
- Margret Island, 16 23S, 123 24E
- Mermaid Island, 16 26S, 123 21E
- Pasco Island, 16 31S, 123 23E
- Pecked Island, 16 31S, 123 37E
- Powerful Island
- Saliet Islands
- Shirley Island, 16 17S, 123 26E
- Sir Frederick Island
- Tallon Island, 16 25S, 123 07E
- Traverse Island, 16 15S, 124 07E
- Wybron Islands

## Cockatoo Island
Auf der nördlich des Yampi-Sounds (16° 05' S., 123° 37' O.) gelegenen Insel befindet sich im Osten eine in den 40er Jahren gegründete, heute erschöpfte Eisenerz-Mine sowie ein Touristen-Resort im Westen, das zum Teil die ehemalige Minenarbeiter-Stadt nutzt. Der Großteil der 35 Einwohner arbeitet für die Minengesellschaft BHP Billiton.